# Ravni (gmina Brus)
Ravni (cyr. Равни) – wieś w Serbii, w okręgu rasińskim, w gminie Brus. W 2011 roku liczyła 156 mieszkańców.